# 澳洲裸光蓋麗魚
澳洲裸光蓋麗魚，為輻鰭魚綱鱸形目隆頭魚亞目慈鯛科的其中一種，分布於南美洲阿根廷的巴拉那河下游流域，體長可達15.5公分，棲息在溪流中底層水域，生活習性不明，可作為觀賞魚。

## 擴展閱讀
維基物種上的相關：澳洲裸光蓋麗魚